# 모나코의 바위

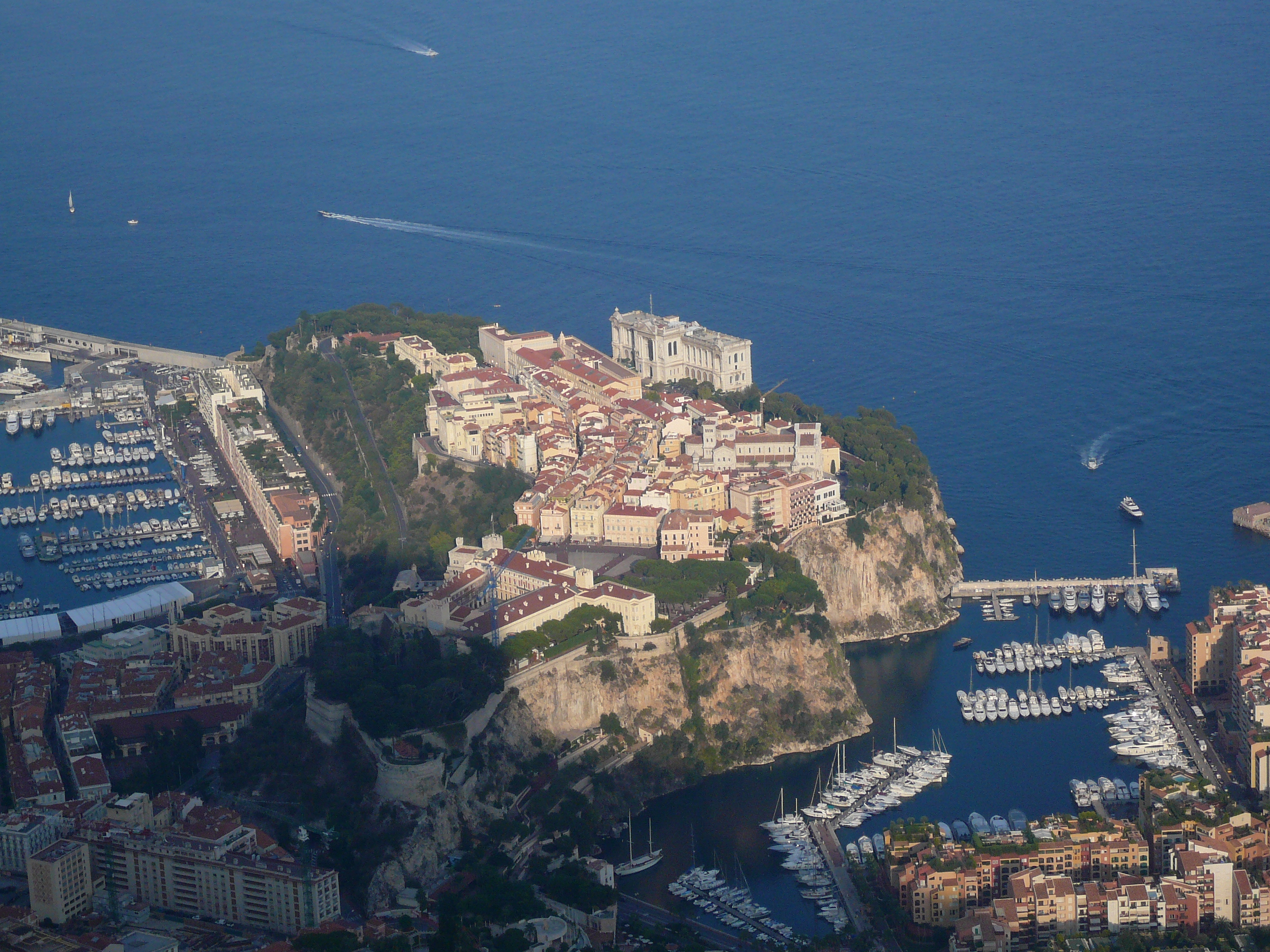
테트 드 시앙에서 본 암벽 전경

모나코의 바위 또는 모나코의 암벽(Rock of Monaco)은 모나코 공국의 지중해 연안에 있는 62-미터 (203 ft) 높이의 단일체이다. 지중해와 헤라클레스항을 굽어보고 있다.

## 역사
이 암벽은 마르세유의 고대 모노이코스(그리스어: Μόνοικος) 식민지 시절부터 탐내는 지역이었으며, 이 지역을 점령하고 통제하기 위해 다투었던 리구리아인 부족의 이름을 따서 명명되었다. 그 이전에도 원시 인류의 피난처였다. 모나코의 암벽은 또한 700년 이상 이 나라를 통치해 온 그리말디가의 첫 번째 정복지였다. 이 왕조는 구엘프 프란체스코 그리말디가 도시로 들어가 병사들을 위해 문을 열기 위해 프란체스코회 수도승으로 변장하여 설립되었다.

## 오늘날
오늘날 이 암벽은 모나코의 네 구역 중 가장 오래된 모나코빌에 있으며, 이곳은 또한 도시의 가장 오래된 부분인 구시가지가 위치해 있다. 모나코 대공궁(Le Palais Princier)은 현재 알베르 2세와 모나코 공가의 거처이며, 대성당과 모나코 해양박물관도 이곳에 있다. 모나코의 암벽은 관광객들이 궁전과 근위대 교대식을 보는 인기 있는 명소이다.

## 이미지 갤러리

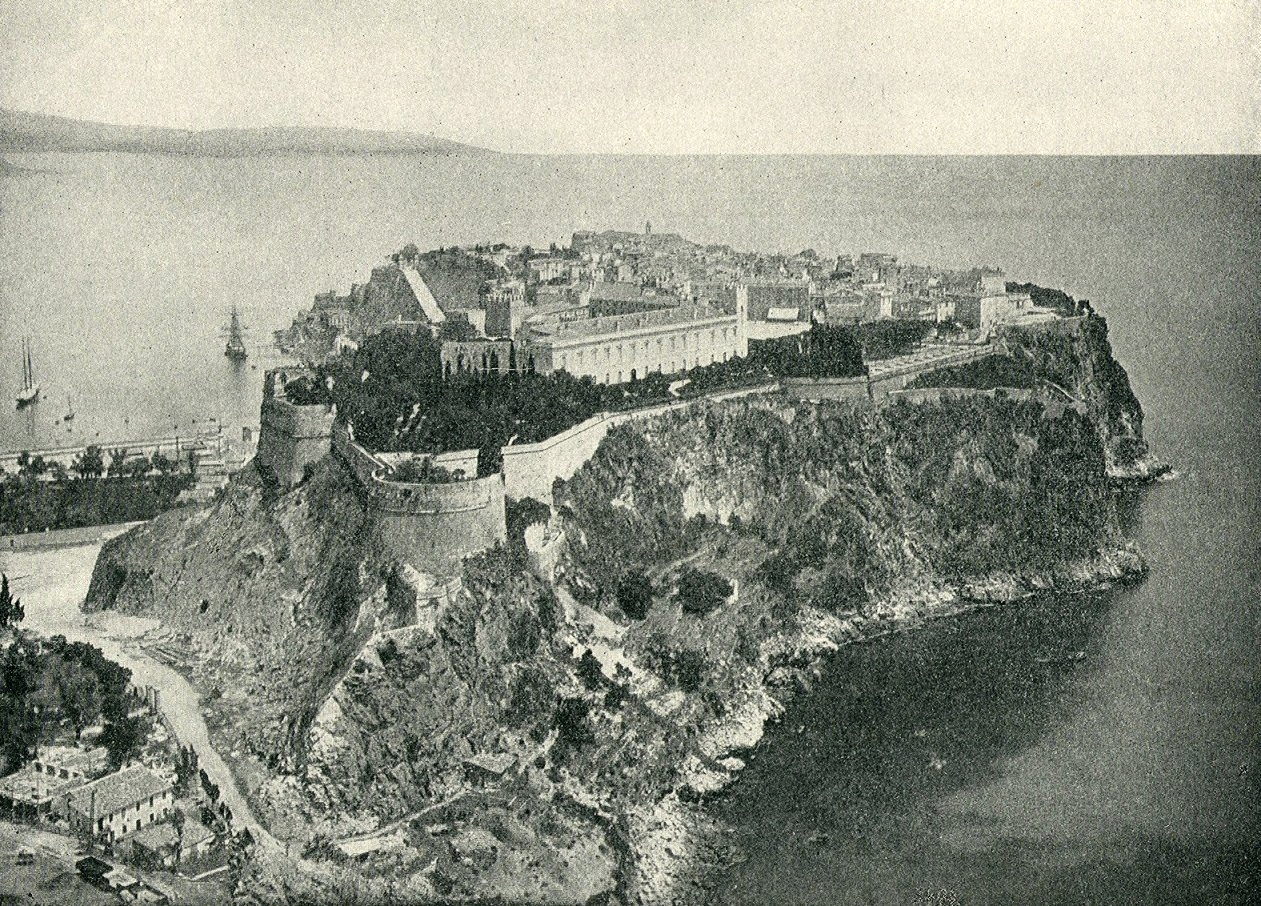
1890년의 암벽
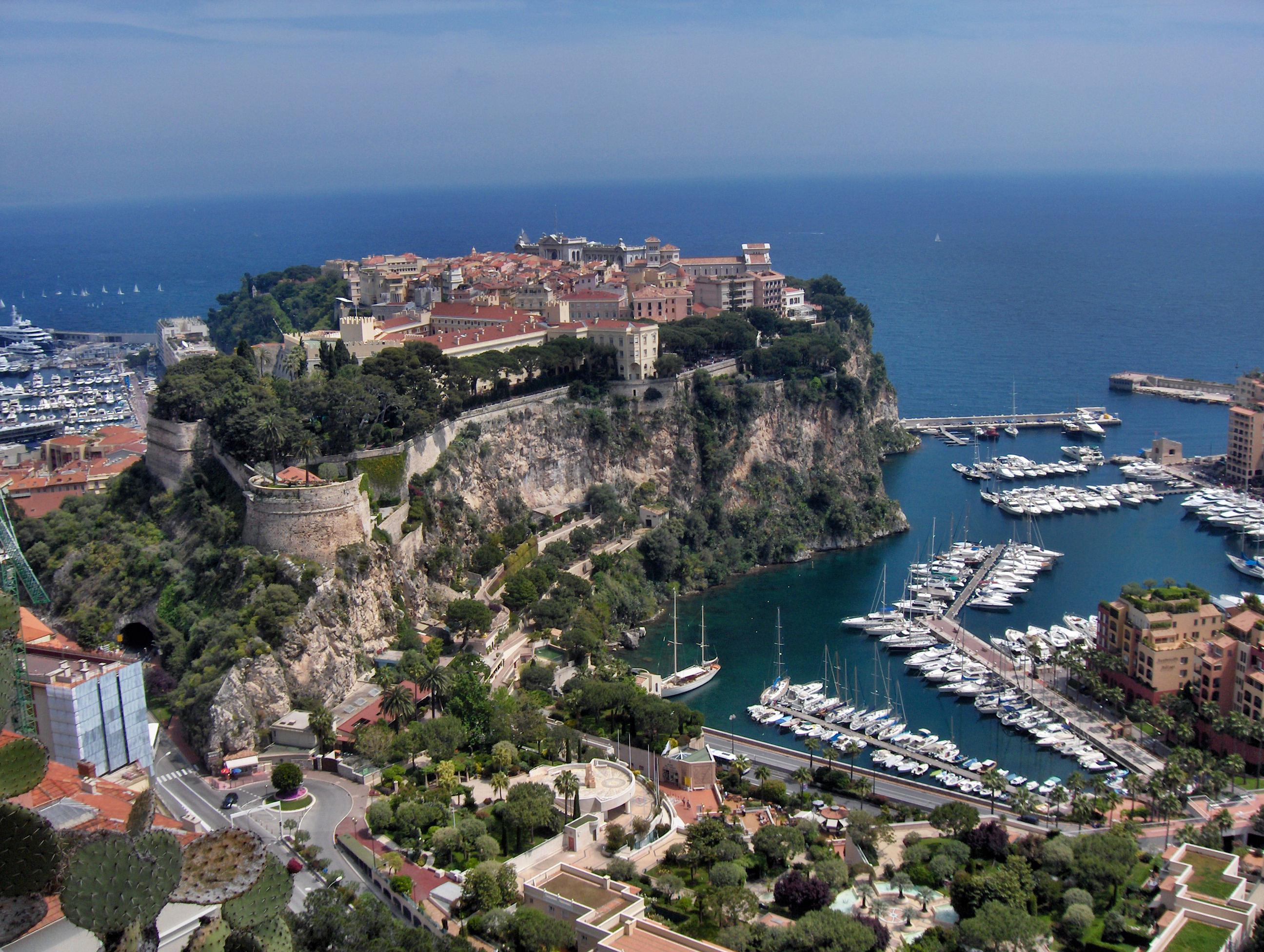
오늘날의 모나코빌과 퐁비에유 항구